# Cavernes de Douna
Les cavernes de Douna se situent au nord de Douna, ville du Burkina Faso, dans la région Cascades, la province du Léraba, dans le département de Douna. Les cavernes de Douna sont un site naturel doublées d'un lieu historique.
Point de repli en temps de guerre, l'histoire des lieux a été conservée depuis quelques générations avant de devenir accessible au public depuis juillet 2010. Des lieux sacrés, interdits aux non-initiés sont toujours présents.

## Le site naturel
Le vaste site offre de vastes panoramas dans une nature verdoyante.

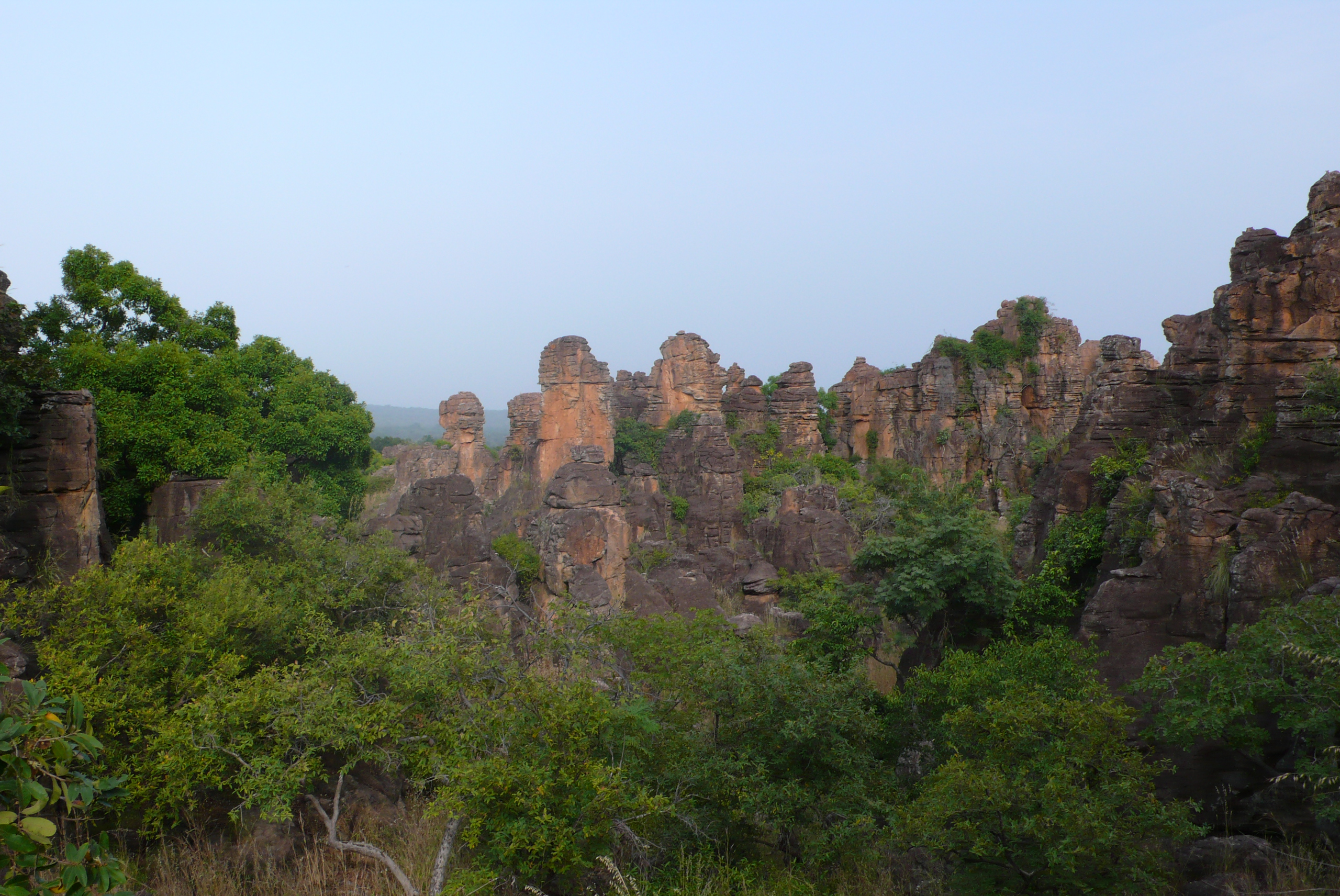
Vue d'une partie du site des cavernes
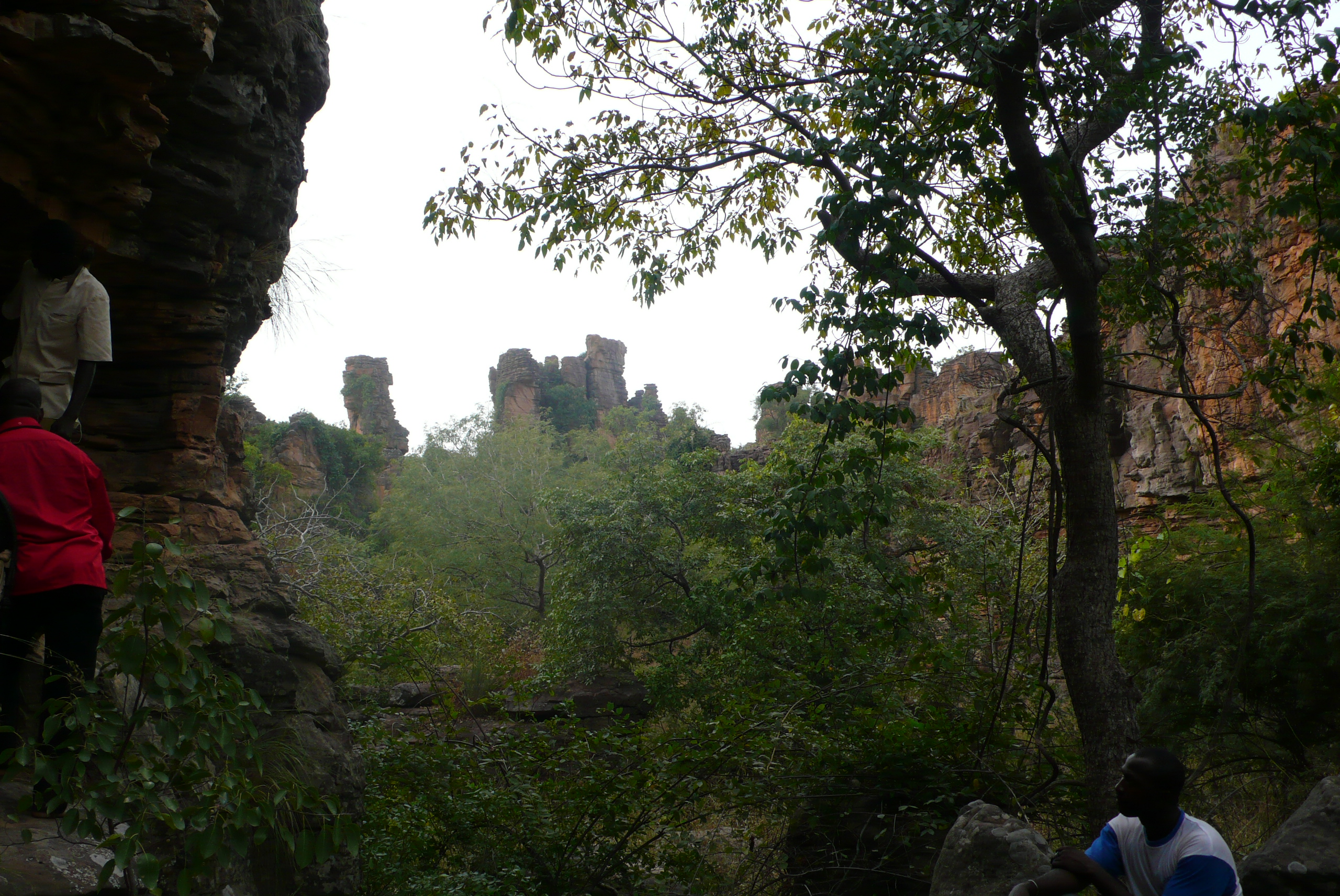
Vue à l'intérieur
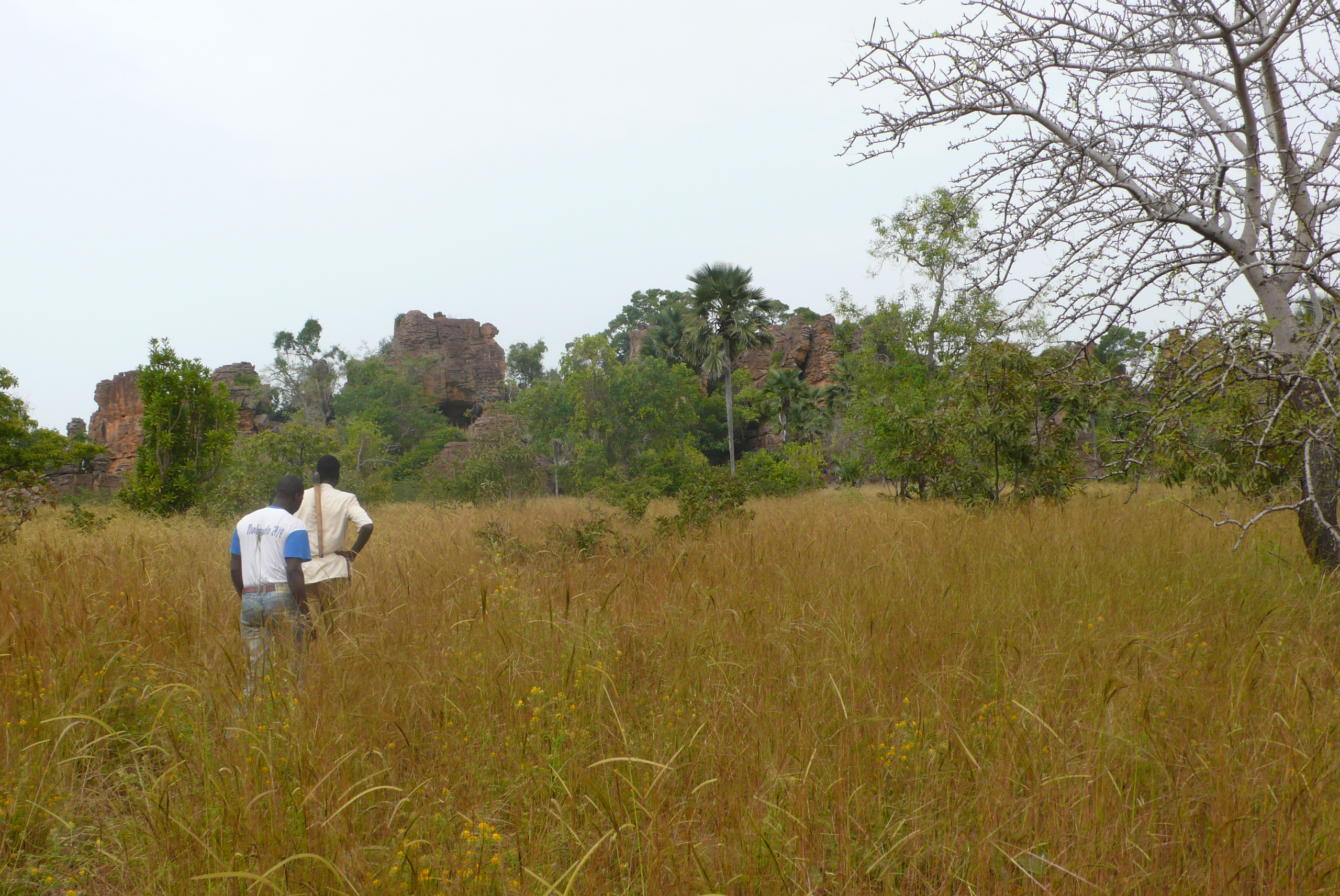
Vue de l'arrivée sur le site des cavernes

## Résistance aux invasions
Des notes concernant les épisodes d'invasions subis par les Turka (en) de Douna dénotent, entre autres, l'importance de ce bastion naturel :
- de 1725 à 1830, les rois de Kong répétèrent plusieurs assauts, rasant, superficiellement le pays Turka,
- en 1830, Bala, roi du Dramanegoudou détruisit deux villages et refoula les Turka dans les falaises. Il est décrit : "Les Tourouka eux à cause de leur sauvagerie et de leurs flèches faciles, à cause aussi de leur position dans les falaises demeurèrent indépendants",
- entre 1887 et 1896, les rois de Sikasso Tiéba et Ba-Bamba firent colonne contre eux. "... malgré leur cavalerie puissante, leur organisation militaire forte et disciplinée..." et les opérations de pillages et destruction, il n'arrivèrent pas à soumettre les Turka,
- quant aux invasions du grand Alamy, Samory Touré, ses expéditions passèrent soit au nord, soit au sud, n'atteignant pas Gouin et Turka.

Avant les épisodes coloniaux, les Turka restèrent toujours indépendants. 

## Organisation des lieux
Les différentes cavernes servent différents rôles : lieux de réunion, infirmerie, prison...
La prise de décision lors des guerres sollicitait plusieurs acteurs :
- tous les membres de la tribu, hommes et femmes, pouvaient participer aux discussions afin de promouvoir leurs idées ;
- les sorciers qui sondaient et demandaient l'aide des esprits ;
- les chefs qui finalisaient les décisions.

Bien que présentés comme sauvages dans différentes notes, les Turka étaient humains :
- les prisonniers étaient assimilés à la tribu et devenait Turka après une période de jeûne de trois jours,
- les hommes qui n'avaient pas le courage de se battre n'étaient pas forcés et restaient en arrière avec les femmes, les enfants et les personnes âgées.

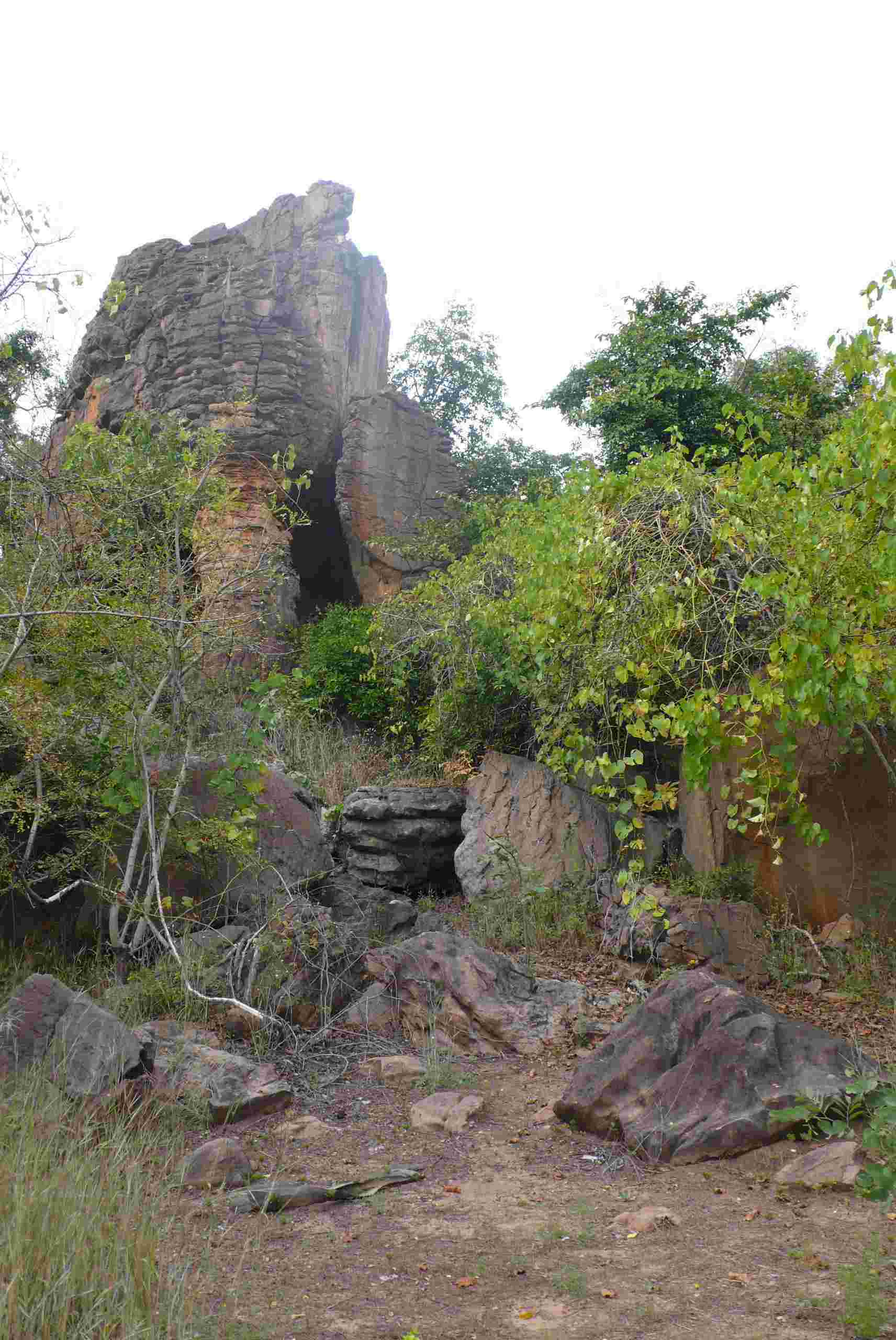
Vue de la caverne de délibérations des chefs
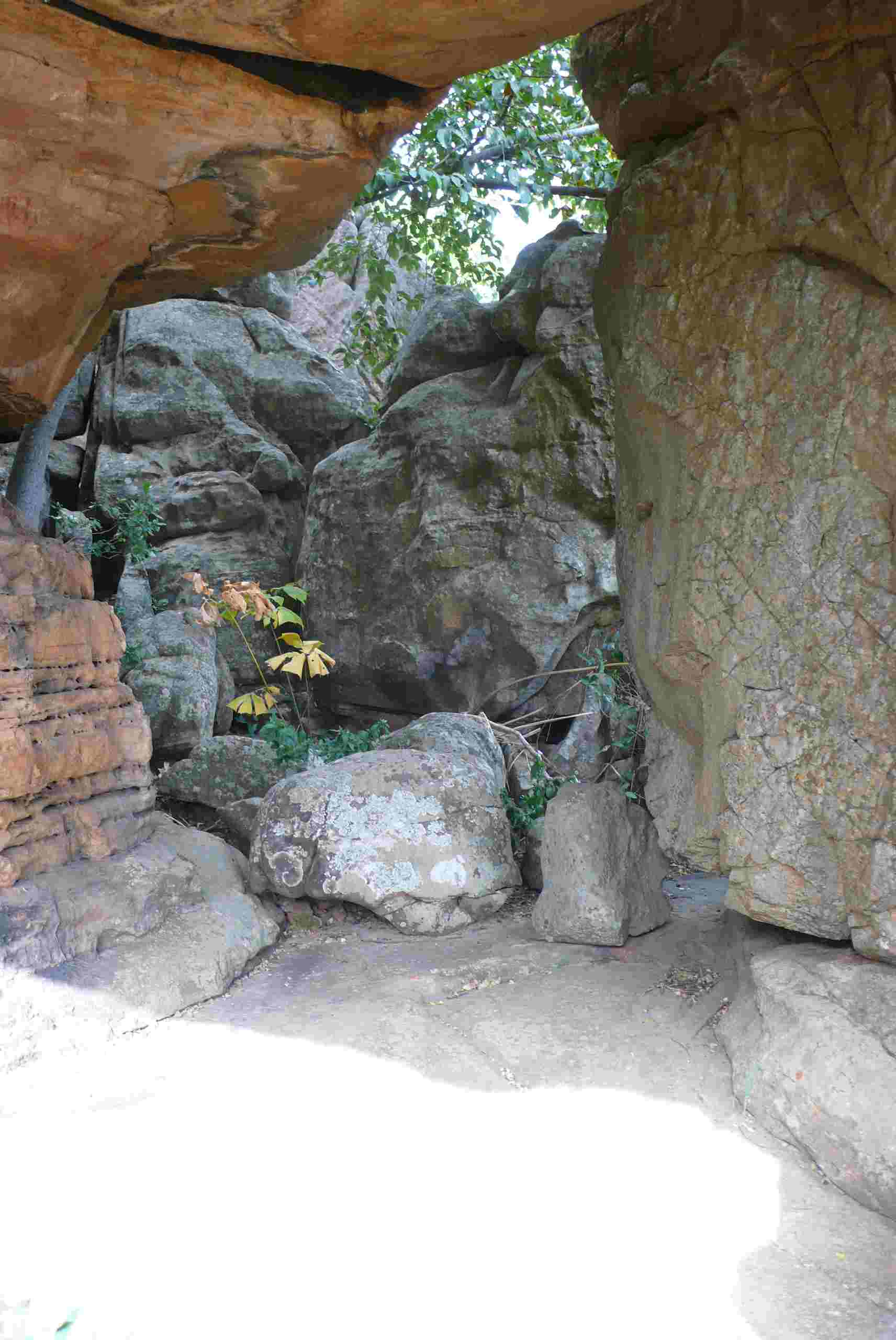
Vue intérieure de la caverne des chefs
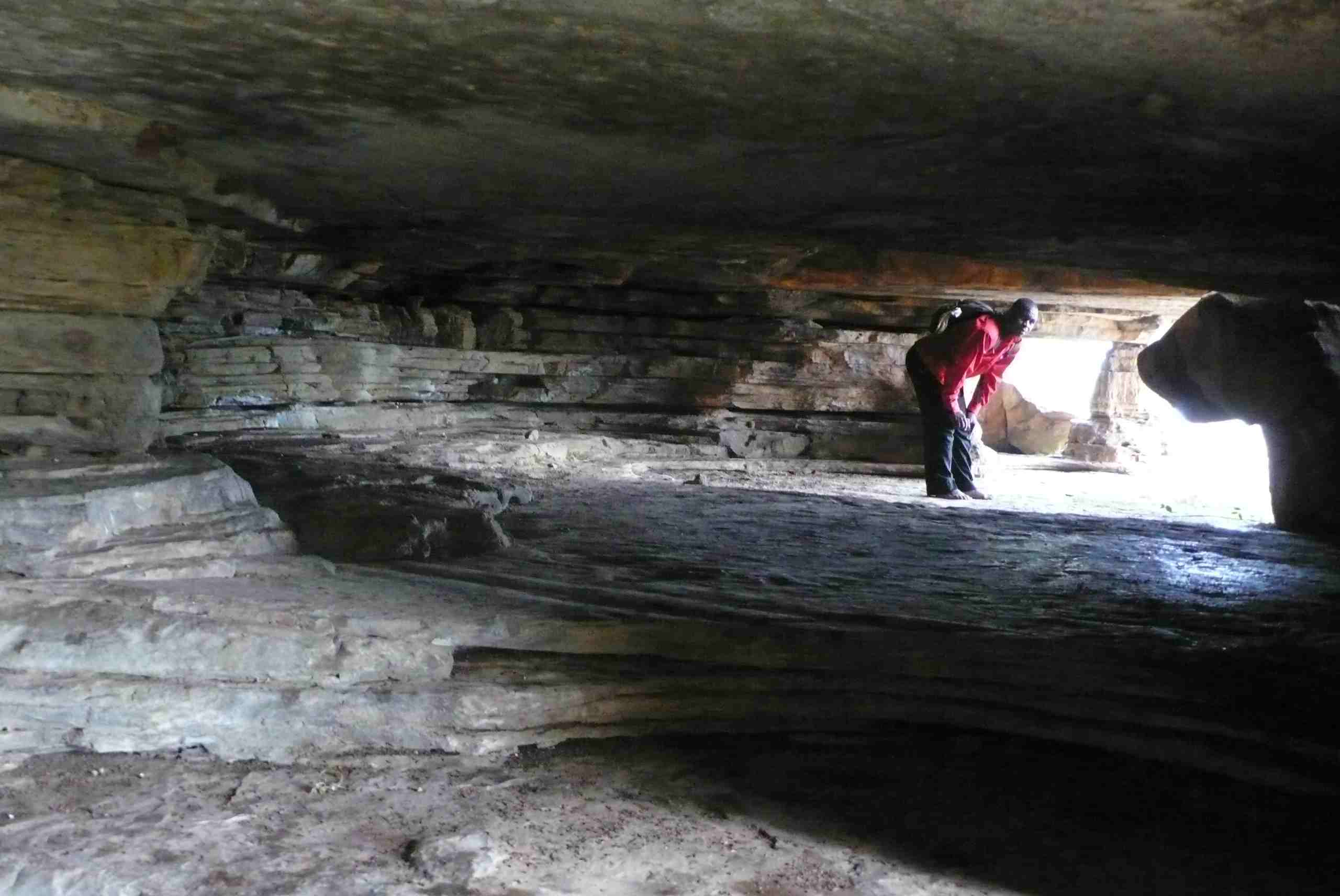
Salle du conseil
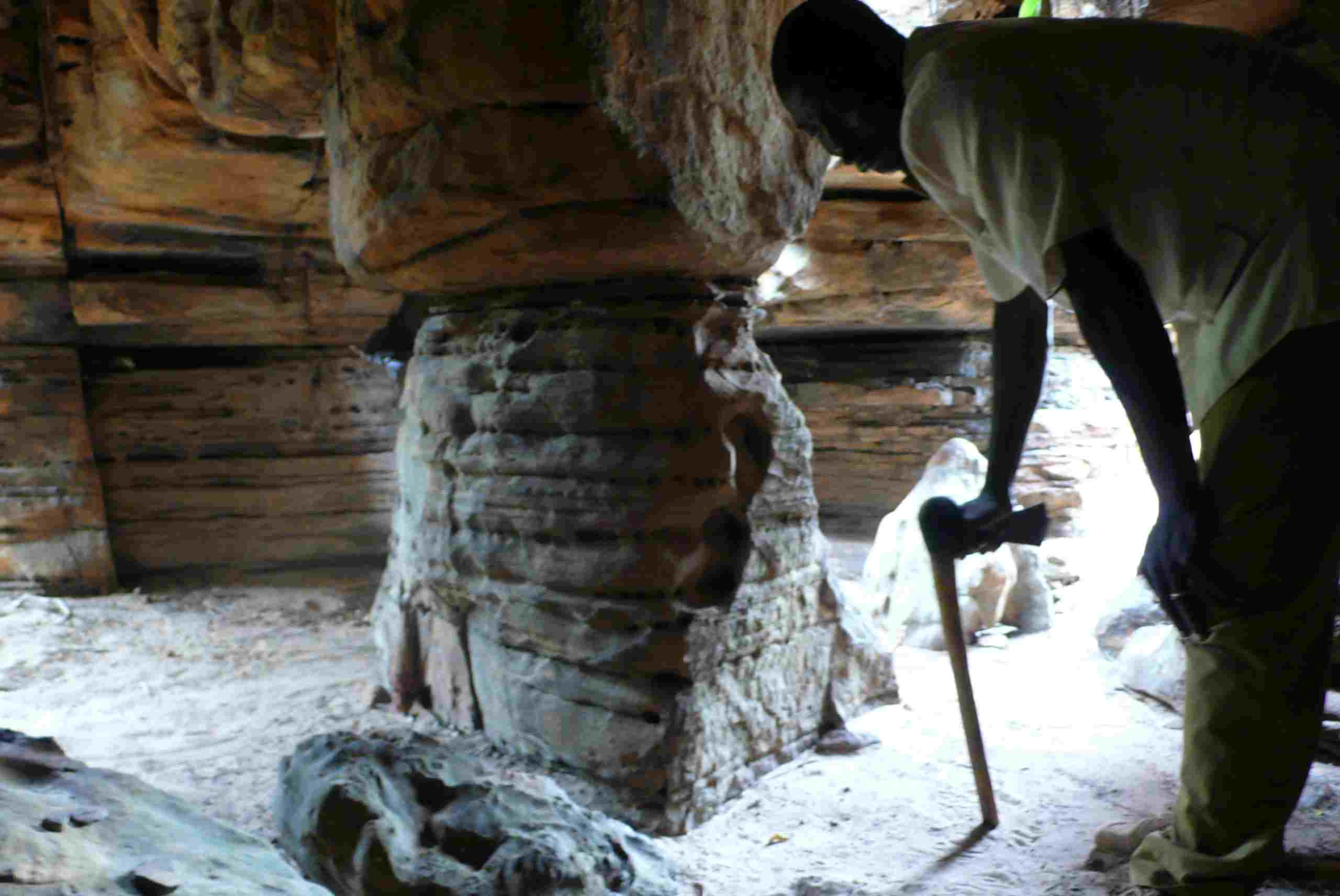
Cavernes des sorciers